# Большедворское сельское поселение
Большедво́рское се́льское поселе́ние — муниципальное образование в составе Бокситогорского района Ленинградской области. Административный центр — деревня Большой Двор.

## Географические данные
Площадь поселения составляет 84 200 га. 
Расположено в северо-западной части района, граничит с Тихвинским районом. 
По территории поселения проходят автодороги:
- А114 (Новая Ладога — Вологда)
- 41К-031 (Дыми — Бочево)
- 41К-035 (Большой Двор — Самойлово)
- 41К-036 (Галично — Харчевни)
- 41К-283 (подъезд к дер. Борки)
- 41К-298 (Борки — Хитиничи)

Расстояние от административного центра поселения до районного центра — 28 км.
По территории поселения проходит железная дорога Волховстрой I — Вологда (ж/д станции Астрачи, Большой Двор, Дыми).

## История
В середине XIX века в составе Тихвинского уезда Новгородской губернии была образована Большедворская волость.
С 1918 года Большедворская волость находилась в составе Череповецкой губернии.
В начале 1920-х годов на территории Большедворской волости был организован Большедворский сельсовет.
В марте 1924 года Большедворская волость была упразднена, Большедворский сельсовет вошёл в состав Пригородной волости Тихвинского уезда.
В августе 1927 Большедворский сельсовет вошёл в состав вновь образованного Тихвинского района Ленинградской области.
По состоянию на 1933 год в состав Большедворского сельсовета входили 5 населённых пунктов, население — 1128 чел.
25 июля 1952 года Большедворский сельсовет был передан во вновь образованный Бокситогорский район.
16 июня 1954 года к сельсовету были присоединены Борковский и Великодворский сельсоветы, 24 апреля 1959 года — Турлинский сельсовет.
С 1 февраля 1963 года по 12 января 1965 года Бокситогорский район был ликвидирован и Большедворский сельсовет входил в состав Тихвинского района.
По данным 1990 года в состав сельсовета были включены упразднённые Галичский и Труфановский сельсоветы.
18 января 1994 года постановлением главы администрации Ленинградской области № 10 «Об изменениях административно-территориального устройства районов Ленинградской области» Большедворский сельсовет, также как и все другие сельсоветы области, был преобразован в Большедворскую волость.
1 января 2006 года в соответствии с областным законом № 78-оз от 26 октября 2004 года «Об установлении границ и наделении соответствующим статусом муниципального образования Бокситогорский муниципальный район и муниципальных образований в его составе» было образовано Большедворское сельское поселение, в его состав вошла территория бывшей Большедворской волости.

## Население
| 2002  | 2006  | 2010  | 2011  | 2012  | 2013  | 2014  |
| ----- | ----- | ----- | ----- | ----- | ----- | ----- |
| 2002  | ↘1800 | ↘1686 | ↘1679 | ↘1676 | →1676 | ↗1690 |
| 2015  | 2016  | 2017  | 2018  | 2019  | 2020  | 2021  |
| ↘1650 | ↘1646 | ↘1622 | ↘1594 | ↘1575 | ↘1528 | ↗1702 |
| 2023  | 2024  | 2025  |       |       |       |       |
| ↘1698 | ↘1691 | ↘1675 |       |       |       |       |

## Состав сельского поселения
| №  | Населённый пункт     | Тип населённого пункта              | Население |
| -- | -------------------- | ----------------------------------- | --------- |
| 1  | Астрачи              | деревня                             | ↘19       |
| 2  | Астрачи              | посёлок при железнодорожной станции | ↘3        |
| 3  | Баламутово           | деревня                             | ↗7        |
| 4  | Белый Бор            | деревня                             | ↗9        |
| 5  | Бередниково          | деревня                             | ↘5        |
| 6  | Большой Двор         | деревня, административный центр     | ↗1011     |
| 7  | Большой Двор         | посёлок при железнодорожной станции | ↘13       |
| 8  | Борисово             | деревня                             | ↗10       |
| 9  | Борки                | деревня                             | ↗18       |
| 10 | Бурково              | деревня                             | ↘3        |
| 11 | Василёво             | деревня                             | ↘3        |
| 12 | Великий Двор         | деревня                             | ↗27       |
| 13 | Веретье              | деревня                             | ↗42       |
| 14 | Врачово              | деревня                             | ↘8        |
| 15 | Галично              | деревня                             | ↗41       |
| 16 | Горелуха             | деревня                             | ↘10       |
| 17 | Горушка              | деревня                             | ↘4        |
| 18 | Дерева               | деревня                             | ↘10       |
| 19 | Дыми                 | деревня                             | ↘178      |
| 20 | Дыми                 | посёлок при железнодорожной станции | ↘3        |
| 21 | Заполье              | деревня                             | ↘6        |
| 22 | Заречье              | деревня                             | ↘6        |
| 23 | Зиновья Гора         | деревня                             | ↗54       |
| 24 | Красный Броневик     | деревня                             | ↘1        |
| 25 | Ленинградский Шлюз   | хутор                               | ↗4        |
| 26 | Малый Ручей          | деревня                             | →1        |
| 27 | Масляная Гора        | деревня                             | →0        |
| 28 | Минецкое             | деревня                             | →1        |
| 29 | Михайловские Концы   | деревня                             | ↘10       |
| 30 | Мулёво               | деревня                             | ↗1        |
| 31 | Новинка              | деревня                             | →1        |
| 32 | Олонецкий Шлюз       | хутор                               | →0        |
| 33 | Орловский Шлюз       | посёлок                             | ↘11       |
| 34 | Остров               | деревня                             | ↘1        |
| 35 | Павловские Концы     | деревня                             | ↗33       |
| 36 | Падихино             | деревня                             | ↗24       |
| 37 | Порог                | деревня                             | ↘0        |
| 38 | Рыбежка              | деревня                             | ↗1        |
| 39 | Селище               | деревня                             | →3        |
| 40 | Синёнка              | деревня                             | ↗7        |
| 41 | Старина              | деревня                             | →5        |
| 42 | Труфаново            | деревня                             | ↘13       |
| 43 | Турково              | деревня                             | ↘8        |
| 44 | Турлинский лесопункт | посёлок                             | →0        |
| 45 | Ульяновщина          | деревня                             | ↗19       |
| 46 | Усадище-Дыми         | деревня                             | ↗6        |
| 47 | Хитиничи             | деревня                             | ↘2        |
| 48 | Черницы              | деревня                             | ↗23       |
| 49 | Яковлево             | деревня                             | ↘26       |